# 히트맨 3 (영화)
히트맨3는 4편과 동시 제작 예정이자 개봉 미정인 대한민국의 영화이다. 히트맨 2의 속편이다. 
주 무대는 일본이다. 
후속작 《히트맨4》가 개봉 미정으로 빌런은 대한민국의 전 육군 출신의 불법 온라인 도박 사이트 조직이다.

## 개봉 전 정보
암살요원 준 시즌3으로 대한민국의 부패한 악질 비리 형사와 일본의 야쿠자 조직 소탕을 다룬다.
3편에서도 주인공은 권상우, 정준호, 황우슬혜, 이이경, 이지원이 그대로 출연하지만 3편의 부패경찰의 메인 악역은 조인성, 남궁민, 소지섭, 김성철, 차도진, 신성록, 김윤석, 이현욱, 신하균, 유연석, 이제훈, 조진웅, 서현우, 김지훈 (1981년), 김범, 주지훈, 이민호, 김래원, 손석구, 이준혁 (1984년), 김무열 중에 1명일 거라고 거론되고 있고, 야쿠자의 메인 악역은 일본 배우 오타니 료헤이, 키타무라 카즈키, 아오키 무네타카, 이케우치 히로유키, 기무라 타쿠야, 아베 히로시 중에 1명일 거라고 거론되고 있다.
3편의 메인 빌런 + 최종 보스의 오른팔이자 중간 보스는 류경수, 박해준, 박훈, 허재호, 김성규, 음문석, 한규원, 이학주, 유희제, 강윤, 태원석, 이홍내, 박성훈, KCM (가수) 중에 1명일 거라고 거론되고 있으며 메인 빌런 + 더블 최종 보스격 중간 보스의 오른팔이자 다른 중간 보스는 홍준영, 이규원, 공정환, 김동현, 금광산, 육진수, 서범식 중에 1명일 거라고 거론되고 있다.
3편 촬영 종료 이후로 스틸컷이 공개된다. 또한 동시촬영 예정이었던 히트맨4 촬영에 돌입한다.
예고편은 런칭, 티저, 메인 중에 3가지 예고편이 예상된다.

## 등장인물
(†) 표시는 영화 상에서 최종적으로 사망한 인물이다.

### 주연
- 권상우 : 준 역 (일본 더빙: 마도노 미츠아키) - 방패연 에이스 요원이자 웹툰 작가
  - 무기는 연필, 권총, 도마, 나무 쟁반, 숫가락, 젓가락
- 정준호 : 덕규 역 (일본 더빙: 아카사카 마사유키) - 악마교관의 국정원 국장
- 이이경 : 철 역 (일본 더빙: 이토 유키) - 국정원 요원
- 황우슬혜 : 미나 역 (일본 더빙: 요네쿠라 키요코) - 미술관 큐레이터
- ??? : ??? 역(†) (일본 더빙: 마에노 토모아키) - 3편의 악당 1호. 양대 주인공의 메인 빌런이자 준 최종 보스, 이쪽은 제이슨 리, 피에르 쟝보다 더 강한 빌런이다. 전 한국 마약 카르텔 두목이자 야쿠자와 마약을 밀수하는 한국 경찰, 악남
  - 포스터는 한국의 유명 미술품 컬렉터. 생년월일은 1980년. 소속은 인천중부경찰서 마약범죄수사대 팀장 (해임). 격투 스타일은 브롤러, 연장질. 무기는 수갑, 권총, 각종 둔기류 무기(빠루, 몽둥이, 렌치, 쇠사슬, 야구 배트, 볼펜, 모니터, 가위).
- 이지원 : 가영 역 (일본 더빙: 오쿠토모 사아야) - 고등학교 3학년
- ??? : ??? 역(†) - 3편의 악당 2호. 메인 빌런이자 더블 최종 보스격 중간 보스, 일본의 야쿠자 이나가와카이 직속 해결사, 악남
  - 포스터는 일본에서 온 빌런. 생년월일은 1982년. 소속은 이나가와카이의 해결사. 격투 스타일은 검술. 무기는 일본도.

### 조연
- ??? : ??? 역 (일본 더빙: 미에노 호다카) - 덕규와 철 짝사랑하는 여자
- ??? : ??? 역 (일본 더빙: 카네미츠 노부아키) - 국정원 차장
- 이준혁 : 편집장 역 - 암살요원 준의 담당자
- ??? : ??? 역(†) (일본 더빙: 이와카와 타쿠고)- 3편의 악당 3호. ???의 오른팔이자 중간 보스, 야쿠자와 마약을 밀수하는 한국 경찰
- ??? : ??? 역(†) (일본 더빙: 후쿠야마 쥰) - 3편의 악당 4호. ???의 왼팔, 야쿠자와 마약을 밀수하는 한국 경찰
- ??? : ??? 역(†) - 3편의 서브 빌런
- ??? : ??? 역(†) - 3편의 악당 5호. ???의 오른팔이자 중간 보스, 일본에서 온 빌런
- ??? : ??? 역(†) - 3편의 악당 6호. ???의 왼팔, 일본에서 온 빌런

### 단역
- 김미희 : 국정원 요원 1 역
- ??? : 오른팔 역 (일본 더빙: 코구레 코세키) - ??? 보좌 국정원 요원
- ??? : 왼팔 역 - ??? 보좌 국정원 요원
- ??? : 마수대 형사 1 역
- ??? : ??? 부하 1 역 - 야쿠자와 마약을 밀수하는 한국 경찰
- ??? : ??? 부하 1 역 - 일본에서 온 빌런

### 특별출연
- 조수빈 : 아나운서 역

## 캐스팅

### 주연
| 연기자   | 배역명                             | 원어명                                                      | 성별 | 배역 설명                                    | 국적     | 직업               | 소속                                      | 무기 | 격투 스타일                          | 인간관계                                | 인간관계                                                  | 인간관계    | 등장인물 | 비유 동물 |
| 연기자   | 배역명                             | 원어명                                                      | 성별 | 배역 설명                                    | 국적     | 직업               | 소속                                      | 무기 | 격투 스타일                          | 우호적인 관계                           | 적대적인 관계                                             | 애매한 관계 | 등장인물 | 비유 동물 |
| -------- | ---------------------------------- | ----------------------------------------------------------- | ---- | -------------------------------------------- | -------- | ------------------ | ----------------------------------------- | --- | ------------------------------------ | --------------------------------------- | --------------------------------------------------------- | ----------- | -------- | --------- |
| 권상우   | 김봉준 / 준 (김수혁)               | Kim Bong-jun / Jun (Kim Soo-hyuk)                           | 남성 | 방패연 에이스 요원                           | 대한민국 | 만화가 (웹툰 작가) | 국가정보원 → 윈윈코믹스                   | 맨몸, 연필, 권총 | 주짓수·유도·태권도·레슬링 베이스 MMA | 천덕규, 철, 이미나, 김가영, 박규만      | ???, ???                                                  | 없음        | 민간인   |           |
| 정준호   | 천덕규                             | Cheon Deok-kyu                                              | 남성 | 국정원 국장                                  | 대한민국 | 국가정보원 (국장)  | 국가정보원                                | 없음 | 타격                                 | 김봉준, 철, 이미나, 김가영, 박규만      | ???, ???                                                  | 없음        | 국정원   |           |
| 황우슬혜 | 이미나 (별명: 60초 / 본명: 이순금) | Lee Mi-na (Nickname: 60 seconds / Real Name: Lee Soon-geum) | 여성 | 미술관 큐레이터                              | 대한민국 | 미술관 큐레이터    | 미술관                                    | 맨몸, 술병 (2편 이후), 권총, 기관총 (3편), 야구 배트 (3편)                                                                 | 주짓수                               | 김봉준, 천덕규, 철, 김가영, 박규만      | ???, ???                                                  | 없음        | 일반인   |           |
| 이이경   | 철                                 | Cheol                                                       | 남성 | 국정원 요원                                  | 대한민국 | 국가정보원 (요원)  | 국가정보원                                | 권총 | 호신술                               | 김봉준, 천덕규, 이미나, 김가영, 박규만, | ???, ???                                                  | 없음        | 국정원   |           |
| 이지원   | 김가영                             | Kim Ga-young                                                | 여성 | 준과 미나 사이의 딸                          | 대한민국 | 학생 (고3)         | 고등학교 (학생)                           | 없음 | 없음                                 | 김봉준, 천덕규, 철, 이미나              | ???, ???                                                  | 없음        | 일반인   |           |
| ???      | ???                                | ???                                                         | 남성 | 한국의 유명 미술품 컬렉터에 마약 사건의 배후 | 대한민국 | 경찰공무원 (해임)  | 인천중부경찰서 마약범죄수사대 팀장 (해임) | 수갑, 권총, 테이저건, 각종 둔기류 무기(빠루, 몽키스패너, 야구 배트, 쇠사슬, 골프채, 모니터, 가위, 볼펜, 송곳, 비상용 망치) | 브롤러, 연장질                       | ???, ???                                | 김봉준, 천덕규, 철, 이미나, 김가영, ???, 박규만, ???, ??? | 없음        | 범죄자   | 불여우    |
| ???      | ???                                | ???                                                         | 남성 | 일본에서 온 빌런                             | 일본     | 야쿠자, 검객       | 이나가와카이                              | 일본도 | 검술                                 | ???, ???                                | 김봉준, 천덕규, 철, 이미나, 김가영, ???, 박규만, ???, ??? | 없음        | 범죄자   | 까마귀    |

### 조연
| 연기자 | 배역명 | 원어명       | 성별 | 배역 설명                                                                      | 국적     | 직업              | 소속                                      | 무기               | 격투 스타일   | 인간관계                                   | 인간관계                                                  | 인간관계    | 등장인물 | 비유 동물 |
| 연기자 | 배역명 | 원어명       | 성별 | 배역 설명                                                                      | 국적     | 직업              | 소속                                      | 무기               | 격투 스타일   | 우호적인 관계                              | 적대적인 관계                                             | 애매한 관계 | 등장인물 | 비유 동물 |
| ------ | ------ | ------------ | ---- | ------------------------------------------------------------------------------ | -------- | ----------------- | ----------------------------------------- | ------------------ | ------------- | ------------------------------------------ | --------------------------------------------------------- | ----------- | -------- | --------- |
| ???    | ???    | ???          | 남성 | 3편에서 등장하는 국정원 차장                                                   | 대한민국 | 국가정보원 (차장) | 국가정보원                                | 없음               | 없음          | 김봉준, 천덕규, 철                         | ???, ???                                                  | 없음        | 국정원   |           |
| 이준혁 | 박규만 | Park Kyu-man | 남성 | 전작에서도 등장한 윈윈코믹스 소속의 편집자로, 준의 담당자.                     | 대한민국 | ???               | 윈윈코믹스 (편집장)                       | 없음               | 없음          | 김봉준, 천덕규, 철                         | ???, ???                                                  | 없음        | 일반인   |           |
| ???    | ???    | ???          | 여성 | 3편에서 등장하는 천덕규, 철과 짝사랑하는 여자.                                 | 대한민국 | 미술관 큐레이터   | 미술관                                    | 없음               | 없음          | 김봉준, 천덕규, 이미나, 철, 김가영, 박규만 | ???, ???                                                  | ???, ???    | 일반인   |           |
| ???    | ???    | ???          | 남성 | 이쪽도 경찰공무원 출신 ???의 오른팔 형사도 마찬가지로 범죄를 저지르는 인물.    | 대한민국 | 경찰공무원 (해임) | 인천중부경찰서 마약범죄수사대 형사 (해임) | 권총, 기관총, 빠루 | 호신술        | ???, ???                                   | 김봉준, 천덕규, 철, 이미나, 김가영, ???, 박규만, ???, ??? | 없음        | 범죄자   | 가재      |
| ???    | ???    | ???          | 남성 | 이쪽도 경찰공무원 출신 ???의 왼팔 형사도 마찬가지로 같이 범죄를 저지르는 인물. | 대한민국 | 경찰공무원 (해임) | 인천중부경찰서 마약범죄수사대 형사 (해임) | 권총, 볼펜, 송곳   | 타격          | ???, ???                                   | 김봉준, 천덕규, 철, 이미나, 김가영, ???, 박규만, ???, ??? | 없음        | 범죄자   | 말벌      |
| ???    | ???    | ???          | 남성 | 한국 지부장이자 갱단의 두목.                                                   | 일본     | 야쿠자            | 이나가와카이 한국 지부장                  | 없음               | 없음          | ???, ???                                   | 김봉준, 천덕규, 철, 이미나, 김가영, ???, 박규만, ???, ??? | 없음        | 범죄자   |           |
| ???    | ???    | ???          | 남성 | 한국 지부 갱단의 산하 조직원.                                                  | 일본     | 야쿠자            | 이나가와카이 한국 지부 산하 조직원        | 회칼               | 불명          | ???, ???                                   | 김봉준, 천덕규, 철, 이미나, 김가영, ???, 박규만, ???, ??? | 없음        | 범죄자   |           |
| ???    | ???    | ???          | 남성 | MMA 선수 출신이자 ???의 오른팔이자 일본 지부 갱단의 산하 조직원.               | 일본     | 야쿠자            | 이나가와카이 일본 지부 산하 조직원        | 없음               | MMA           | ???, ???                                   | 김봉준, 천덕규, 철, 이미나, 김가영, ???, 박규만, ???, ??? | 없음        | 범죄자   | 들소      |
| ???    | ???    | ???          | 남성 | ???의 왼팔이자 일본 지부 갱단의 산하 조직원.                                   | 일본     | 야쿠자            | 이나가와카이 일본 지부 산하 조직원        | 회칼               | 나이프 파이팅 | ???, ???                                   | 김봉준, 천덕규, 철, 이미나, 김가영, ???, 박규만, ???, ??? | 없음        | 범죄자   | 상어      |

## 일본판 성우진
- 마도노 미츠아키: 준(권상우)
- 아카사카 마사유키: 덕규(정준호)
- 요네쿠라 키요코: 미나(황우슬혜)
- 이토 유키: 철(이이경)
- 오쿠토모 사아야: 김가영(이지원)
- 마에노 토모아키: ??? (3편 메인 빌런이자 최종 보스)(???)

## 한국판 성우진 (일본 마약조직 한정)
- ??? - ??? (3편 메인 빌런이자 더블 최종 보스격 중간 보스)(???)

## 사운드트랙
3편도 개봉 이후로 사운드트랙이 발매된다.

## 참고 사항
- 준, 덕규, 미나, 철, 가영이 3편에서는 대한민국의 부패경찰과 일본 마약조직하고 적대적인 관계가 된다.
- 이번 범죄는 마약 관련 인물임이 공개된다.
- 3편 빌런의 혐의는 마약류 관리에 관한 법률 위반, 공무원의 직무에 관한 죄가 포함된다.
- 암살요원 준 시즌3으로는 모든 범죄자 뿐만 아니라 경찰도 사람 죽이는 범죄자가 있다.
- 히트맨 시리즈 3편의 빌런은 유체이탈자의 부패요원과 일본 마약조직 포지션, 범죄도시3의 부패경찰과 야쿠자 포지션으로 등장한다.
- 3편에서는 준 역을 맡았던 권상우는 "암살요원 준, 시즌3로 돌아오겠습니다."라는 명대사가 나온다.
- 3편의 오프닝은 부패경찰과 한국지부 마약 조직들이 등장하거나 부패경찰이 마약 조직한테 납치된 마약반 팀장을 살해하는 장면이 나온다.
- 3편의 엔딩은 대한민국 부패경찰, 한국지부 마약조직, 일본지부 마약조직도 만화 웹툰에 나온다.
- 3편의 첫 번째 최종결전은 준 vs ??? (더블 최종 보스격 중간 보스), ??? (더블 최종 보스격 중간 보스의 오른팔 겸 중간 보스)는 호프집에서 전투한다.
- 3편의 두 번째 최종결전은 준, 덕규, 철 vs ??? (최종 보스), ??? (최종 보스의 오른팔 겸 중간 보스), ??? (최종 보스의 왼팔)는 경찰서 밖에서 전투한다.
- 3편의 두 번째 최종결전의 명대사에서 준의 명대사는 "너는 경찰 주제에 사람을 죽여?"라는 명대사가 나온다.

## VIP 시사회
- 권상우, 정준호, 황우슬혜, 이이경, 이지원, ??? (3대 메인 빌런 + 최종 보스), ??? (3대 메인 빌런 + 더블 최종 보스격 중간 보스) = 3편의 주연
- ???, ???, ???, ???, ???, ??? = 3편의 빌런팀 (조연)

## 역대 범죄조직
- 러시아 갱스터 및 테러리스트 조직 (1편)
- 북한 간부 및 테러리스트 조직 (2편)
- 대한민국 불법 온라인 도박 사이트 조직 (4편)

## 빌런 정보
| 메인 빌런        | 메인 빌런                 | 메인 빌런                                                      | 메인 빌런              |
| 1부              | 1부                       | 1부                                                            | 1부                    |
| 히트맨           | 히트맨2                   | 히트맨3                                                        | 히트맨4                |
| ---------------- | ------------------------- | -------------------------------------------------------------- | ---------------------- |
| 제이슨 리 (조연) | 장철룡 / 피에르 쟝 (주연) | ??? (최종 보스) (주연) ??? (더블 최종 보스격 중간 보스) (주연) | ??? (최종 보스) (주연) |
| 2부              |                           |                                                                |                        |
| 히트맨5          | 히트맨6                   | 히트맨7                                                        | 히트맨8                |
| 미정             | 미정                      | 미정                                                           | 미정                   |

| 최종 보스        | 최종 보스                 | 최종 보스  | 최종 보스  |
| 1부              | 1부                       | 1부        | 1부        |
| 히트맨           | 히트맨2                   | 히트맨3    | 히트맨4    |
| ---------------- | ------------------------- | ---------- | ---------- |
| 제이슨 리 (조연) | 장철룡 / 피에르 쟝 (주연) | ??? (주연) | ??? (주연) |
| 2부              |                           |            |            |
| 히트맨5          | 히트맨6                   | 히트맨7    | 히트맨8    |
| 미정             | 미정                      | 미정       | 미정       |

| 더블 최종 보스격 중간 보스 | 더블 최종 보스격 중간 보스 | 더블 최종 보스격 중간 보스 | 더블 최종 보스격 중간 보스 |
| 1부                        | 1부                        | 1부                        | 1부                        |
| 히트맨                     | 히트맨2                    | 히트맨3                    | 히트맨4                    |
| -------------------------- | -------------------------- | -------------------------- | -------------------------- |
| -                          | -                          | ??? (주연)                 | ??? (조연)                 |
| 2부                        |                            |                            |                            |
| 히트맨5                    | 히트맨6                    | 히트맨7                    | 히트맨8                    |
| 미정                       | 미정                       | 미정                       | 미정                       |

| 중간 보스   | 중간 보스   | 중간 보스             | 중간 보스  |
| 1부         | 1부         | 1부                   | 1부        |
| 히트맨      | 히트맨2     | 히트맨3               | 히트맨4    |
| ----------- | ----------- | --------------------- | ---------- |
| 제롬 (조연) | 안톤 (단역) | ??? (조연) ??? (조연) | ??? (조연) |
| 2부         |             |                       |            |
| 히트맨5     | 히트맨6     | 히트맨7               | 히트맨8    |
| 미정        | 미정        | 미정                  | 미정       |

| 메인 빌런의 오른팔 | 메인 빌런의 오른팔 | 메인 빌런의 오른팔    | 메인 빌런의 오른팔 |
| 1부                | 1부                | 1부                   | 1부                |
| 히트맨             | 히트맨2            | 히트맨3               | 히트맨4            |
| ------------------ | ------------------ | --------------------- | ------------------ |
| 제롬 (조연)        | 안톤 (단역)        | ??? (조연) ??? (조연) | ??? (조연)         |
| 2부                |                    |                       |                    |
| 히트맨5            | 히트맨6            | 히트맨7               | 히트맨8            |
| 미정               | 미정               | 미정                  | 미정               |

| 메인 빌런의 왼팔 | 메인 빌런의 왼팔 | 메인 빌런의 왼팔      | 메인 빌런의 왼팔      |
| 1부              | 1부              | 1부                   | 1부                   |
| 히트맨           | 히트맨2          | 히트맨3               | 히트맨4               |
| ---------------- | ---------------- | --------------------- | --------------------- |
| -                | 스포일러 (조연)  | ??? (조연) ??? (조연) | ??? (조연) ??? (조연) |
| 2부              |                  |                       |                       |
| 히트맨5          | 히트맨6          | 히트맨7               | 히트맨8               |
| 미정             | 미정             | 미정                  | 미정                  |

| 서브 빌런 | 서브 빌런 | 서브 빌런                 | 서브 빌런  |
| 1부       | 1부       | 1부                       | 1부        |
| 히트맨    | 히트맨2   | 히트맨3                   | 히트맨4    |
| --------- | --------- | ------------------------- | ---------- |
| -         | -         | ??? (조연) ??? (특별출연) | ??? (주연) |
| 2부       |           |                           |            |
| 히트맨5   | 히트맨6   | 히트맨7                   | 히트맨8    |
| ???       | ???       | ???                       | ???        |

## 최종전
| 히트맨 시리즈 최종 전투 | 히트맨 시리즈 최종 전투 | 히트맨 시리즈 최종 전투 | 히트맨 시리즈 최종 전투 |
| 히트맨                  | 히트맨2                 | 히트맨3                 | 히트맨4                 |
| ----------------------- | ----------------------- | ----------------------- | ----------------------- |
| 공장 전투               | 대테러 본부 옥상 전투   | 고급 호프집 전투        | 수서고속철도 SRT 전투   |
| 공장 전투               | 대테러 본부 옥상 전투   | 중부경찰서 전투         | 수서고속철도 SRT 전투   |
| 2부                     |                         |                         |                         |
| 히트맨5                 | 히트맨6                 | 히트맨7                 | 히트맨8                 |
| ???                     | ???                     | ???                     | ???                     |

## 타임라인
| 작품 | 연도   | 범죄 주제                                                       |
| ---- | ------ | --------------------------------------------------------------- |
| 1편  | 2020년 | 러시아의 국제 범죄 테러리스트 조직 및 살인                      |
| 2편  | 2025년 | 프랑스 출신의 북한 특수요원, 특수폭행 및 납치                   |
| 3편  | ?      | 대한민국의 부패 경찰 & 마약 유통 및 일본의 범죄 집단            |
| 4편  | ?      | 대한민국의 불법 도박 및 사이버 범죄, 재외국민 납치 및 강제 노동 |

## 같이 보기
- 히트맨
- 히트맨 2
- 히트맨 4
- 히트맨 시리즈